# Фонтне (Приморски Шарант)
Фонтне (фр. Fontenet) насеље је и општина у западној Француској у региону Поату-Шарант, у департману Приморски Шарант која припада префектури Сен Жан д'Анжели.
По подацима из 2011. године у општини је живело 388 становника, а густина насељености је износила 37,78 становника/km². Општина се простире на површини од 10,27 km². Налази се на средњој надморској висини од 25 метара (максималној 76 m, а минималној 19 m).

## Демографија
| 1962. | 1968. | 1975. | 1982. | 1990. | 1999. | 2011. |
| ----- | ----- | ----- | ----- | ----- | ----- | ----- |
| 342   | 454   | 394   | 393   | 365   | 371   | 388   |

График промене броја становника у току последњих година